# 야누스 (위성)
야누스(Janus)는 토성의 내위성이다. Saturn X라고도 알려져 있다. 후에 로마 신화의 야누스(Janus)의 이름을 따서 명명 되었다.

## 발견과 궤도
야누스는 에피메테우스(Epimetheus)와 같은 궤도를 공유한다. 이것은 해당 궤도에 하나의 천체만 있을 것이라고 생각했던 많은 천문학자들에게 혼란을 일으켰고 오랜 기간 연구가 행해졌다. 결국 두 개의 서로 다른 천체를 단일 천체로 생각하고 관찰함으로써 빚어진 혼선이었음이 드러났다.
야누스는 오우딘 돌푸스(Audouin Dollfus)가 1966년 12월 15일에 처음으로 발견한 것으로 여긴다. 새로운 천체는 임시로 S/1966 S 2이라는 이름을 부여받았다. 그 이전에 장 텍세호(Jean Texereau)가 1966년 10월 29일 야누스의 사진을 찍었지만 스스로는 그 사실을 인식하지 못했다. 12월 18일에는 리차드 워커(Richard Walker)가 비슷한 관측을 통해 에피메테우스를 발견하였다.
12년 후인 1978년 10월, 스티븐 M. 라슨(Stephen M. Larson)과 존 W. 폰테인(John W. Fountain)이 1966년의 관측결과는 두 개의 서로 다른 천체가 거의 비슷한 궤도를 공유한다고 했을 때 가장 잘 설명된다는 것을 깨달았다. 1980년에는 보이저 1호(Yoyager 1)가 그것을 실제로 확인했다.
야누스는 이후에도 계속 관찰되었고, 다른 임시 명칭이 주어졌다. 1979년 9월 1일에 파이어니어 11호(Pioneer 11)가 토성을 통과하였을 때는 S/1979 S 2로 불렸다. 3대의 입자 검출기가 야누스의 그림자를 조사하였다. 1980년 2월 19일, 댄 파스쿠(Dan Pascu)에 의해서 관측되기도 했고,(S/1980 S 1) 스티븐 M. 라슨, 존 W. 폰테인, 해럴드 J. 레잇시마(Harold J. Reitsema), 브래드퍼드 A. 스미스(Bradford A. Smith)에 의해서도 관측되었다. (S/1980 S 2)

## 이름
이 위성은 로마 신화의 두 얼굴의 신인 야누스의 이름을 따서 명명되었다. 1966년의 발견 직후에 이 이름이 비공식적으로 제안되었지만, 1983년에 에피메테우스가 정식 이름을 얻을 때까지 야누스도 공식적인 이름을 갖지 못했다. 옥스포드 영어사전에 의하면, 위성 이름 야누스의 형용사형은 'Janian'이다.

## 물리적 특징
야누스는 직경 30km가 넘는 몇 개의 크레이터를 포함해서 아주 많은 크레이터를 갖고 있지만, 선형을 이루는 요소들은 거의 없다. 야누스의 표면은 프로메테우스보다 오래되었지만, 판도라보다는 젊은 것으로 보인다. 밀도가 아주 낮고 반사율이 상대적으로 높기 때문에 야누스는 다공성의, 얼음으로 덮인 러블 파일 천체일 것으로 생각된다. 또한 야누스의 모양은 구형에서 크게 벗어나 있다.

## 고리
야누스와 에피메테우스의 궤도 구역에는 흐릿한 먼지 고리가 존재한다. 2006년에 카시니 호가 사진으로 찍어 그 모습을 확인했다. 이 고리는 방사형으로 5000km가량 펼쳐져 있다. 고리를 이루는 물질들은 위성들의 표면이 충돌로 깨어지면서 생겨나며, 이 물질들이 위성의 공전궤도에 확산형의 고리를 형성한다.

## 참고 문헌
- Fountain, J. W.; Larson, S. M. (1978). “Saturn's ring and nearby faint satellites”. 《Icarus》 36: 92–106. Bibcode:1978Icar...36...92F. doi:10.1016/0019-1035(78)90076-3.
- El Moutamid, M.;  외. (2015년 10월 1일). “How Janus' Orbital Swap Affects the Edge of Saturn's A Ring?”. arXiv:1510.00434. Bibcode:2016Icar..279..125E. doi:10.1016/j.icarus.2015.10.025.
- Gingerich, Owen (1967년 1월 3일). “Probable New Satellite of Saturn” (discovery). 《IAU Circular》 1987. 2011년 12월 28일에 확인함.
- Gingerich, Owen (1967년 1월 6일). “Possible New Satellite of Saturn”. 《IAU Circular》 1991. 2011년 12월 28일에 확인함.
- Gingerich, Owen (1967년 2월 1일). “Saturn X (Janus)” (naming Janus). 《IAU Circular》 1995. 2011년 12월 28일에 확인함.
- “PIA08170: The Dancing Moons”. 《Photojournal》. JPL/NASA. 2006년 3월 5일. 2016년 1월 17일에 확인함.
- “PIA08328: Moon-Made Rings”. 《Photojournal》. JPL/NASA. 2006년 10월 11일. 2011년 12월 29일에 확인함.
- “NASA Finds Saturn's Moons May Be Creating New Rings”. 《Cassini Solstice Mission》. JPL/NASA. October 11, 2006. February 12, 2012에 원본 문서에서 보존된 문서. 2011년 12월 29일에 확인함.
- Marsden, Brian G. (1979년 10월 25일). “New Ring and Satellites of Saturn”. 《IAU Circular》 3417. 2011년 12월 29일에 확인함.
- Marsden, Brian G. (1980년 2월 25일). “Saturn”. 《IAU Circular》 3454. 2011년 12월 29일에 확인함.
- Marsden, Brian G. (1980년 2월 29일). “1980 S 2”. 《IAU Circular》 3456. 2011년 12월 29일에 확인함.
- Marsden, Brian G. (1983년 9월 30일). “Satellites of Jupiter and Saturn”. 《IAU Circular》 3872. 2011년 12월 23일에 확인함.
- “Saturn: Moons: Janus”. 《Solar System Exploration: Planets》. NASA. 2011년 4월 4일. 2012년 3월 5일에 원본 문서에서 보존된 문서. 2011년 12월 29일에 확인함.
- Spitale, J. N.; Jacobson, R. A.; Porco, C. C.; Owen, W. M., Jr. (2006). “The orbits of Saturn's small satellites derived from combined historic and Cassini imaging observations” (PDF). 《The Astronomical Journal》 132 (2): 692–710. Bibcode:2006AJ....132..692S. doi:10.1086/505206.
- Thomas, P. C. (July 2010). “Sizes, shapes, and derived properties of the saturnian satellites after the Cassini nominal mission” (PDF). 《Icarus》 208 (1): 395–401. Bibcode:2010Icar..208..395T. doi:10.1016/j.icarus.2010.01.025. 2018년 12월 23일에 원본 문서 (PDF)에서 보존된 문서. 2018년 5월 21일에 확인함.
- Verbiscer, A.; French, R.; Showalter, M.; Helfenstein, P. (2007년 2월 9일). “Enceladus: Cosmic Graffiti Artist Caught in the Act”. 《Science》 315 (5813): 815. Bibcode:2007Sci...315..815V. doi:10.1126/science.1134681. PMID 17289992. 2011년 12월 20일에 확인함. (supporting online material, table S1)